# حارة جبوب المنزل (ذمار)
حارة جبوب المنزل هي إحدى حارات مدينة ذمار التابعة لمحافظة ذمار، بلغ تعداد سكانها 3,875 نسمة حسب تعداد اليمن لعام 2004.